# X-12 (ロケット)
X-12はアメリカ合衆国の実験用ロケット。コンベア社が開発していた、アトラス大陸間弾道ミサイル開発のための技術データ取得用テストベッドである。1954年に開発中止となり、実機は完成していない。

## 概要
コンベア社は弾道ミサイルの開発を行っており、1950年代に入ると大陸間弾道ミサイルの実用化の兆しが見え始めた。1951年1月からはMX-1593計画として、大陸間弾道ミサイルの開発が開始された。この頃の核弾頭のサイズは大きく、搭載ロケットも大きなものにならざるを得なかった。MX-1593は1951年8月にB-65に改称されたが、一時は全長54m(160ft)直径3.7m(12ft)のものが検討されたりしていた。1953年頃の検討においても全長は33mとなりロケットエンジン5基を搭載する計画であった。この開発には技術的困難が予想されることから、段階的な開発計画がとられた。エンジン1基を搭載したX-11を最初に開発し、次いでエンジン3基を搭載したX-12を開発する。その後に、前量産型のエンジン5基搭載XB-65を開発する計画とした。
しかし、核弾頭の小型化がすすんだことから、ロケットのサイズの縮小が可能となり、1954年にはエンジン5基のものは開発中止となり、エンジン3基のものを開発することとなった。これに伴い、X-11およびX-12の開発は中止となり、エンジン2基を搭載したテストベッドであるアトラスA、次いでエンジン3基のアトラスBの開発・製造が行われることとなった。

## 要目（計画値）
- 全長: 約33m
- 直径: 3.7m
- 機関: ロケットエンジン3基

## 備考
本機については、アトラスミサイルの2つめのテストベッドであること、エンジンを3基搭載していることから、アトラスBとの混同が非常に良く見られる。しかし、アトラスBとX-12は機体サイズが異なっており、アトラスBは全長26m、X-12は全長約33mである。